# Pristimantis colomai
Pristimantis colomai é uma espécie de anfíbio  da família Craugastoridae, podendo ser encontrada nos seguintes países: Colômbia e Equador.
Os seus habitats naturais são: florestas subtropicais ou tropicais húmidas de baixa altitude e regiões subtropicais ou tropicais húmidas de alta altitude.
Está ameaçada por perda de habitat.